# Kingsville (Missouri)
Kingsville és una població dels Estats Units a l'estat de Missouri. Segons el cens del 2000 tenia 256 habitants.

## Demografia
Segons el cens del 2000, Kingsville tenia 257 habitants, 106 habitatges, i 75 famílies. La densitat de població era de 330,8 habitants per km².
Dels 106 habitatges en un 29,2% hi vivien nens de menys de 18 anys, en un 57,5% hi vivien parelles casades, en un 6,6% dones solteres, i en un 29,2% no eren unitats familiars. En el 27,4% dels habitatges hi vivien persones soles el 13,2% de les quals corresponia a persones de 65 anys o més que vivien soles. El nombre mitjà de persones vivint en cada habitatge era de 2,42 i el nombre mitjà de persones que vivien en cada família era de 2,89.
Per edats la població es repartia de la següent manera: un 22,6% tenia menys de 18 anys, un 11,3% entre 18 i 24, un 26,1% entre 25 i 44, un 26,1% de 45 a 60 i un 14% 65 anys o més.
L'edat mediana era de 38 anys. Per cada 100 dones de 18 o més anys hi havia 105,2 homes.
La renda mediana per habitatge era de 37.031 $ i la renda mediana per família de 38.750 $. Els homes tenien una renda mediana de 28.958 $ mentre que les dones 28.194 $. La renda per capita de la població era de 15.879 $. Entorn del 6,3% de les famílies i el 8,2% de la població estaven per davall del llindar de pobresa.

## Poblacions més properes
El següent diagrama mostra les poblacions més properes.